# 中村武史
中村 武史（なかむら たけし）は毎日放送制作スポーツ局制作部テレビプロデューサー。

## 来歴・人物
2002年毎日放送へ入社。毎日放送の制作インターンシップ採用の第１号。バラエティ番組の制作を数多く経験したのち、途中ドラマ「いのちの現場から」で助監督も経験。現在はドラマチームから再びバラエティチームに戻り「ジャイケルマクソン」等のテレビディレクターを経て、チーフディレクターとして「チュー'sDAYコミックス 侍チュート!」を担当。

## 現在の担当番組
- 痛快!明石家電視台（演出→プロデューサー）
- 水野真紀の魔法のレストラン（プロデューサー→チーフプロデューサー）
- 関西の素朴なギモン徹底調査 ほんなら調べました（チーフプロデューサー）
- やすとも・淳のクイズレ（チーフプロデューサー）

## 過去の担当番組
- ?マジっすか!
- オ・サ・ム
- いのちの現場から
- ジャイケルマクソン
- チュー'sDAYコミックス 侍チュート!
- イチハチ
- 旅は道ヅレ
- ロケみつ 〜フライデー〜
- パテナの神様!
- プレバト!!
- 林先生の初耳学（総合演出）
- アインシュタインの愛シタイン（プロデューサー）ほか